# 新虎尾溪
新虎尾溪位於台灣中部，為一縣市管河川，幹流長度49.85公里，流域面積109.25平方公里，平均坡度為1/1080，位於濁水溪與北港溪之間，雲林縣中部偏北地區，濁水溪沖積扇上的主要支流之一。
新虎尾溪與其南側的舊虎尾溪、虎尾溪在歷史上曾經皆為濁水溪下游分流，其後因上游淤塞或築堤截斷分流，如今已各自成為獨立水系或其中的一部分。
新虎尾溪的主流發源於林內鄉重興村，向西流經莿桐鄉榮村、甘厝南側而出莿桐鄉界後，大致沿著西螺鎮、二崙鄉、崙背鄉、麥寮鄉四鄉鎮與虎尾鎮、土庫鎮、褒忠鄉、東勢鄉、台西鄉五鄉鎮之間的邊界地帶西流，最後在蚊港注入台灣海峽。由於天然地勢平緩，且河槽斷面過於狹窄，致輸洪能力不足，每遇暴雨即氾濫成災。

## 歷史
昔日濁水溪出觸口後進入平原地帶並形成多條分流，每遇大水常會改道。因此，歷史上「虎尾溪」這名稱曾經代表不同的河道。
在完稿於清康熙三十八年至四十三年（1699-1704年）的《康熙臺灣輿圖》上，濁水溪下游繪出西螺溪、虎尾溪兩條分流，但當時的虎尾溪係指今舊虎尾溪。輿圖中今北港溪（未標名稱）上游僅有石龜溪、三疊溪兩條支流；今虎尾溪尚未出現。
在完稿於乾隆二十二年至二十六年（1757-1761年）的《乾隆臺灣輿圖》上，虎尾溪下游已形成虎尾新溪（今新虎尾溪）、虎尾舊溪兩條分流，而且虎尾舊溪明顯為主流。
嘉慶七年（1802年）七月，大雨數日，濁水溪洪水在他里霧沖出一條新的溪流，經由鹿藔通往笨港（今北港），再以「新虎尾」（非指今新虎尾溪）稱之，即今北港溪上游的虎尾溪。不過該河道在道光、同治年間的輿圖仍未出現，直到光緒年間的輿圖才繪出。
在同治年間的輿圖或文獻中，均只有虎尾溪，而無虎尾舊溪、新溪之分，顯見此時的虎尾舊溪（今舊虎尾溪）上游已經淤塞，成為斷頭河。

## 主要橋樑
以下由河口至源頭列出主流上之主要橋樑：
- 海豐橋 台17線
- 和麥大橋 台61線
- 麥寮橋 縣道153號
- 豐橋 台19線
- 雲禾大橋（ 縣道156乙號），該河道唯一有觀光建築的橋並設有腳踏車及行人專用道北起銜接二崙鄉裕民路，南至虎尾鎮科虎路
- 吳厝橋-原中正橋（ 縣道145號）設有雙向雙車道及人行步道
- 國道1號新虎尾溪橋 國道一號
- 新虎尾橋（ 台1線）
- 莿桐第一號橋（ 台1丁線）

## 次要橋樑

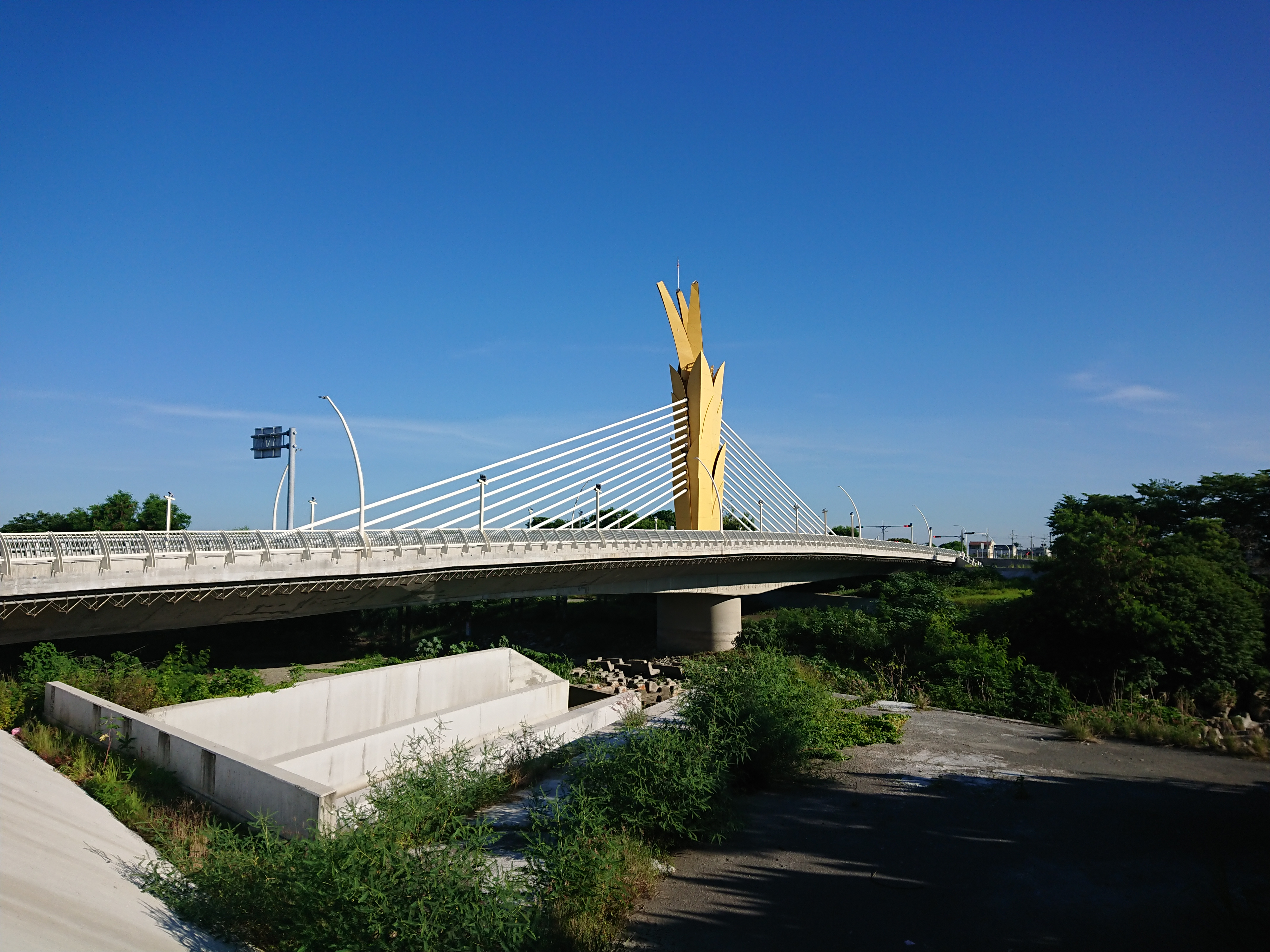
橫越新虎尾溪的雲禾大橋

以下由河口至源頭列出主流上之次要橋樑：
- 蚊港橋（鄉道雲3線）
- 康熙橋
- 興同橋（鄉道雲7線）
- 大有橋（鄉道雲9線）
- 新虎尾溪橋（鄉道雲101線）
- 深坑仔橋
- 三和大橋（鄉道雲29線）
- 十八張犂橋（鄉道雲31線）
- 湳仔橋
- 公館橋（鄉道雲71線）
- 太和寮橋
- 七座里橋
- 仁發橋（鄉道雲49線）
- 光復橋
- 埔子橋
- 下麻園橋
- 和平橋（鄉道雲51線）
- 麻園第二號橋（鄉道雲53線）
- 麻園第一號橋

## 鐵路橋樑
- 台糖西螺線鐵路橋（台糖鐵路）
- 高鐵新虎尾溪橋（台灣高鐵）